# Энагети
Энагети (груз. ენაგეთი) — село в Грузии, на территории Тетрицкаройского муниципалитета края (мхаре) Квемо-Картли.

## География
Село находится в юго-восточной части Грузии, на берегу реки Энагетисхеви (левый приток реки Алгети), на расстоянии приблизительно 13 километров (по прямой) к северо-востоку от города Тетри-Цкаро, административного центра муниципалитета. Абсолютная высота — 820 метров над уровнем моря.

## Население
По результатам официальной переписи населения 2014 года в Энагети проживало 329 человек (172 мужчины и 157 женщин). В национальной структуре населения грузины составляли 98,8 %, армяне — 0,6 %.
| Год  | Население, человек |
| ---- | ------------------ |
| 2002 | 414                |
| 2014 | ↘ 329              |